# Eleutherodactylus grahami
Eleutherodactylus grahami là một loài ếch trong họ Leptodactylidae. Chúng là loài đặc hữu của Haiti.
Các môi trường sống tự nhiên của chúng là các khu rừng khô nhiệt đới hoặc cận nhiệt đới, vùng đất ẩm có cây bụi nhiệt đới hoặc cận nhiệt đới, và vùng nhiều đá. Loài này đang bị đe dọa do mất môi trường sống.